# Alexandru Baraboi
Alexandru Baraboi (Buzău, Rumania, 16 de febrero de 2004) es un actor rumano.

## Biografía
Hizo su debut en 2008 en la serie The Watch, en la que apareció durante nueve episodios hasta 2010. Durante el año 2018, Alexandru Baraboi recibió papeles en la serie Timeless. En 2020, estuvo en la película de la serie de Netflix, Élite. Ese año haría aparición en Miami Beach y en La casa de papel.

## Filmografía
- Casa de Papel (2020)
- Elite (2020)
- Miami Beach (2020)
- Timeless (2018)
- The Watch (2008)